# Iljuschin DB-4
Die Iljuschin DB-4 (russisch Ильюшин ДБ-4) war ein sowjetischer Bomber, das Anfang der 1940er-Jahre entwickelt wurde. Sie sollte das Nachfolgemuster der DB-3 werden, ging jedoch zugunsten der Parallelkonstruktion Il-4 des OKB Iljuschin nicht in die Serienproduktion. Die Projektbezeichnung ZKB-56 (ЦКБ-56) steht für Zentrales Konstruktionsbüro, das Kürzel DB für Dalni Bombardirowschtschik (Дальний бомбардировщик), Langstreckenbomber.

## Entwicklung
Die Projektierung begann Ende der 1930er-Jahre. Sergei Iljuschin übernahm vom Vorgängermodell DB-3 die Tragflächen und das Seitenleitwerk, konstruierte den Rumpf und das Höhenleitwerk jedoch völlig neu. Ausgelegt war die ZKB-56 als Schulterdecker in Ganzmetallbauweise mit einziehbarem Heckradfahrwerk. Die Erprobung begann Wladimir Kokkinaki am 15. Oktober 1940 mit zwei AM-37-Motoren, da die vorgesehenen neuentwickelten M-120-Triebwerke noch nicht einsatzbereit waren. Es folgte noch ein zweiter Prototyp mit Doppelseitenleitwerk und verstärkter Bewaffnung im Rumpfrückenstand. Zwar sollte er eigentlich mit zwei M-71-Sternmotoren getestet werden, doch musste man ebenfalls auf AM-37 ausweichen. Ständige Schwierigkeiten mit den störanfälligen Antrieben verzögerten das Erprobungsprogramm. Nach dem Beginn des Überfalls des Deutschen Reichs auf die Sowjetunion wurden die Tests schließlich abgebrochen, zumal die Serienproduktion der Il-4 schon angelaufen war.

## Technische Daten
| Kenngröße                | Daten |
| ------------------------ | --- |
| Spannweite               | 21,44 m |
| Länge                    | 14,88 m |
| Flügelfläche             | 66,70 m² |
| Leermasse                | 5.782 kg |
| Startmasse               | normal 9.000 kg maximal 11.325 kg |
| Triebwerk                | zwei wassergekühlte 12-Zylinder-V-Motoren AM-37 mit je 995 kW (1.353 PS) Startleistung                                                        |
| Höchstgeschwindigkeit    | 415 km/h in Bodennähe 560 km/h in 6.000 m Höhe                                                                                                |
| Reichweite               | 2.500 km |
| Gipfelhöhe               | 11.500 m |
| Start/- Landerollstrecke | 350 m / 360 m |
| Bewaffnung               | ein bewegliches 7,62-mm-MG SchKAS im Rumpfbug zwei bewegliche 7,62-mm-MG SchKAS im Rumpfrückenstand (beim 2. Prototyp zwei 20-mm-MK SchWAK ?) |
| Bombenlast               | maximal 2.000 kg im Bombenschacht bzw. an Unterflügelstationen                                                                                |
| Besatzung                | 4 (Kommandant/Pilot, Navigator/Copilot, Funker, Bordschütze)                                                                                  |